# Progress MS-24
Progress MS-24 (ryska: Прогресс МС-24) eller som NASA kallar den, Progress 85 eller 85P, är en flygning av en rysk obemannad rymdfarkost för att leverera förnödenheter, syre, vatten och bränsle till Internationella rymdstationen (ISS). Den sköts upp med en Sojuz-2.1a-raket, från Kosmodromen i Bajkonur, den 23 augusti 2023.
Den 25 augusti 2023 dockade den med rymdstationens Zvezda modul.
Farkosten lämnade rymdstationen den 13 februari 2024 och brann upp i jordens atmosfär några timmar senare.

### Fotnoter
1. ↑  ”NASA Space Science Data Coordinated Archive” (på engelska). NASA. https://nssdc.gsfc.nasa.gov/nmc/spacecraft/display.action?id=2023-125A. Läst 29 augusti 2023.
2. 1 2  ”Russian space program in 2023” (på engelska). Anatoly Zak. 24 maj 2023. http://www.russianspaceweb.com/2023.html. Läst 10 augusti 2023.